# Arturo Toscanini
Pour les articles homonymes, voir Toscanini.
 (octobre 2019).
Arturo Toscanini, né le 25 mars 1867 à Parme et mort le 16 janvier 1957 dans le Bronx à New York, est un chef d'orchestre italien.

## Années de jeunesse

### L'Enfant du Risorgimento
Arturo Toscanini est né le 25 mars 1867, alors que l'Italie est encore dans un processus d'unification, dans lequel son père Claudio Toscanini est impliqué. Celui-ci rejoint Garibaldi qui a décidé d'annexer immédiatement Rome au nouvel État Italien et de s'attaquer frontalement à la Papauté. Garibaldi, grièvement blessé, est arrêté et les Chemises Rouges sont encerclées par les forces régulières à Aspromonte. Claudio échappe au peloton d'exécution et passe trois ans en prison dans des conditions lamentables : il contracte le scorbut, perd toutes ses dents et, finalement, peut rentrer chez lui.
Claudio épouse alors le 7 juin 1866 une jeune femme de vingt-six ans, Paola (Paolina) Montani. Quand Garibaldi reprend la lutte armée, Claudio Toscanini repart combattre à Condino et Bezzecca. Arturo Toscanini est le premier enfant du couple. Trois filles, Narcisa, Ada et Zina viendront après lui. Claudio prend le métier de tailleur et Paolina tient la boutique familiale tout en s'occupant de ses enfants. Mais si l'on en croit Wally Toscanini, petite-fille de Claudio, ceux-ci ne furent guère entourés d'affection familiale. Malgré son anticléricalisme, le couple fait baptiser l'enfant le jour même au baptistère de Parme. Il y reçoit les deux prénoms d'Arturus et Alexander (le certificat de baptême est rédigé en latin, comme c'était la coutume). Quelques mois après cette naissance, ils déménagent à Gênes, où le père d'Arturo envisage d'ouvrir une échoppe de tailleur. Mais le bébé montre des signes de faiblesse : il est maigre et souffreteux, aussi Paolina décide-t-elle de le confier à sa propre mère, Carolina Montari. Sa santé s'améliore assez rapidement mais la situation financière de la famille Toscanini est difficile. La participation de Claudio à l'affaire d'Aspromonte le prive de toute retraite d'ancien combattant. Il retourne alors à Parme avec les siens.
À l'école primaire, Arturo se montre bon élève. Une des institutrices, ayant remarqué ses dons, convainc ses parents de l'inscrire au Conservatoire de musique, danse et art dramatique d'Italie.

### Premiers contacts avec la musique
Durant l'année 1876-1877, vingt-huit enfants concourent pour l'unique place disponible à l'école royale de musique. Arturo ne l'obtient pas, mais il est premier parmi les trois repêchés qui demeureront externes jusqu'à ce qu'une place d'interne se présente. Aussi, lorsque Toscanini est admis à ses examens de fin de deuxième année avec 90 points sur 100, son père s'adresse directement au directeur du Conservatoire, Giusto Dacci, pour que son fils puisse enfin bénéficier d'une bourse.
Pendant ses deux premières années d'étude, Toscanini étudie le solfège, des rudiments de théorie, l'harmonie, le piano, l'histoire de la musique et les matières scolaires obligatoires. Dès la deuxième année, il aborde un nouvel instrument, le violoncelle, avec Leandro Carini, et se met à la composition avec Dacci. « J'étais très studieux parce que j'aimais la musique et n'avais pas à me forcer pour l'apprendre », dira-t-il plus tard. À l'adolescence, Arturo Toscanini est si conquis par la musique qu'il voit tout le reste comme secondaire. Dans les années qui suivent, Toscanini cultive sa technique du violoncelle et apprend seul à déchiffrer des partitions pour, ensuite, les jouer de mémoire au piano. À quinze ans, il se met à composer de plus en plus.
Formé par le Conservatoire à la pratique publique, Arturo Toscanini prend place, de 1881 à 1885, dans la fosse de l'orchestre du Regio. Le jeune violoncelliste se fond dans le répertoire assez classique qui plaît au public de l'époque. Ce sont, en majorité, des œuvres postérieures à 1835 : Verdi, Donizetti, Meyerbeer, Bizet, quelques gloires éphémères comme Gomes, Pacini ou Palminteri et Wagner, seul choix audacieux. Les Italiens n'ont alors que très peu de connaissance de l'œuvre du compositeur allemand. « J'entendis l'ouverture de Tannhäuser lors d'un concert de la société des quatuors de Parme, et cela me dérouta. […] Mon professeur m'apporta à l'École l'une des parties de violoncelle de cette ouverture et m'en fit étudier divers passages, que je trouvai très difficiles. » En 1884, Parme est la troisième ville d'Italie à présenter Lohengrin et Toscanini est dans l'orchestre.
Au printemps de cette même année, Toscanini, âgé de seulement dix-sept ans, se produit avec succès pour la première fois comme violoncelliste, compositeur et chef d'orchestre dans un programme donné par les étudiants du Conservatoire dans le foyer du Regio.
Après ce succès, Toscanini est nommé répétiteur d'harmonie pour l'année scolaire 1884-1885. Obtenant (en 1885) son diplôme de sortie du Conservatoire, il est engagé, grâce à un imprésario, dans la même fonction par une troupe lyrique pour une tournée au Brésil. Après vingt-cinq jours de traversée, où il ne fait que travailler, Toscanini arrive à São Paulo quelques semaines après son dix-neuvième anniversaire. Quelques tensions se nouent entre les chanteurs, les musiciens et lui. À Rio de Janeiro, où ils doivent jouer au Théâtre impérial Dom Pedro à partir du 25 juin, les répétitions sont catastrophiques. Même Carlo Superti, chef d'orchestre assistant, ne parvient pas à calmer les esprits. Il faut pourtant assurer les représentations.

### Naissance d'un chef d'orchestre
Le mercredi 30 juin 1886, la troupe doit interpréter Aïda de Verdi, mais le chef initialement choisi est malade. Superti décide de le remplacer mais il est hué d'emblée lorsqu'il apparaît sur le podium. C'est alors que plusieurs chanteurs proposent Toscanini : « Tout le monde savait que je connaissais les opéras par cœur : je les accompagnais au piano sans regarder la partition », se souvient-il. « Je ne voulais pas quitter la fosse, mais une choriste originaire de Parme me supplia d'y aller… ». Toscanini accepte et le triomphe est complet : le public multiplie les applaudissements et la presse sacre la « naissance d'un chef ». Devant pareil accueil, Claudio Rossi, l'imprésario, confie au jeune prodige la direction des douze opéras devant être présentés pendant cette tournée. Il les dirige tous de mémoire, les ayant déjà étudiés et fait répéter. Sa mémoire est exceptionnelle, comme en témoignera Stravinsky cinquante ans plus tard : « Diriger un orchestre sans partition est devenu une mode, et souvent du simple exhibitionnisme », dit-il. « Cet apparent tour de force n'a toutefois rien de miraculeux… et comporte peu de risques : avec un minimum d'assurance et de désinvolture, un chef s'en tire aisément ; mais cela ne prouve pas qu'il connaisse vraiment l'orchestration du morceau. Pour Toscanini, au contraire, aucun doute n'est permis. Sa mémoire est proverbiale, pas un détail ne lui échappe ; il suffit, pour s'en convaincre, d'assister à l'une de ses répétitions. »
Du 30 juin au 16 août, Toscanini dirige donc vingt-six représentations sans réellement gagner beaucoup d'argent. Grâce au ténor Nicolaï Figner, qui avait pris part à la tournée brésilienne, Toscanini assure, à Turin, la première d'Edmea, dernier opéra du jeune compositeur Alfredo Catalani. Le 4 novembre 1886 marque donc le début de sa carrière italienne. Désormais, Arturo Toscanini habite Milan, où il a fait venir sa famille, et joue comme second violoncelle dans l'orchestre de la Scala. Ainsi participe-t-il, le 5 février 1887, à la création d'Otello de Verdi, en présence du compositeur alors âgé de soixante-treize ans. Il y introduit le célèbre duo d'amour. Au cours des années suivantes, Toscanini dirige en Italie tous les opéras du répertoire, souvent avec un orchestre et des interprètes laissant à désirer, épreuves qui lui permettent d'assurer son intransigeance par rapport à l'œuvre originale. Toscanini se met alors à composer de plus en plus, le plus souvent sur des poésies romantiques. En tout, il signe vingt-six œuvres, mais cette carrière de compositeur est brève. Toscanini déteste le dilettantisme et sait très bien que « l'homme a besoin de tant et tant de chefs-d'œuvre pour se nourrir l'esprit qu'il n'a que faire de médiocrité. » Selon son ami Filippo Sacchi, « d'instinct, il respectait quiconque aimait son métier et le faisait de son mieux, même si ce métier consistait à planter des clous. »
Pendant la saison 1890-1891, il est chef adjoint au Grand théâtre du Liceu de Barcelone. De retour en Italie, il dirige alors bon nombre d'opéras de l'école dite vériste, mais aussi de Verdi, de Bellini et de Donizetti dans la petite ville de Voghera ; d'Amilcare Ponchielli à Brescia ou encore d'Ambroise Thomas avec Mignon et de Bizet avec Carmen à Gênes.

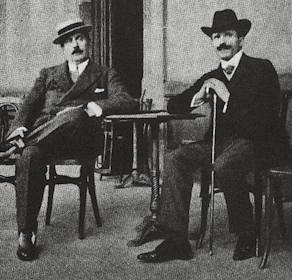
Puccini et Toscanini.

En 1892, il crée Paillasse de Ruggero Leoncavallo, ainsi que bon nombre d'œuvres de l'école vériste à Milan, reprend avec succès à Trévise et à Bologne, en novembre-décembre 1894, le Falstaff de Verdi et dirige, à Pise, Manon Lescaut de Puccini. Par ailleurs, en 1895, grâce à l'imprésario Giuseppe Depanis, il devient directeur musical du Teatro Regio de Turin, où l'on forme pour lui un nouvel orchestre. Toscanini ouvre sa première saison avec Le Crépuscule des Dieux, où chante Ida de Martini, qui lui présente sa sœur Carla, dont il tombe amoureux. Le succès du Crépuscule est total. Dans la Gazzetta piemontese, le critique Carlo Bersezio loue la « fusion totale des divers éléments, la précision de l'interprétation et du jeu, le raffinement des couleurs et de l'expression dus à la fougue et à la rare intelligence de Toscanini. » Arturo fait ensuite la connaissance du poète et compositeur Arrigo Boito et noue avec lui une solide amitié. Il donne, à partir de 1896, ses premiers concerts symphoniques avec Schubert (Grande Symphonie en ut majeur), Tchaïkovski (la suite de Casse-noisette) et Brahms (l'Ouverture tragique). Le 1er février 1896, Toscanini crée avec succès La Bohème, de Puccini, avec Evan Gorga en Rodolfo et Cesira Ferrani dans le rôle de Mimi. Pour sa deuxième saison, il dirige, entre autres, un Tristan et Isolde qui fut quelque peu troublé par un conflit entre le chef et son public. Le 21 juin de cette même année, il épouse la très jeune Carla de Martini (1877-1951), avec laquelle il aura quatre enfants : Walter, né en 1898, Wally, née en 1900, Giulio, né en 1901 et Wanda (future épouse du pianiste Vladimir Horowitz), née en 1907.
On lui offre alors le contrat le plus important qu'il ait eu jusque-là : une saison de deux mois et cinq opéras au Carlo Felice de Gênes. Après Le Prophète de Meyerbeer, Toscanini doit assurer, en 1898, la création des Quatre Pièces sacrées de Verdi. Il a de nombreux doutes sur le tempo du Te Deum, notamment sur quelques ralentis qui lui semblaient évidents mais que le compositeur n'avait pas inscrits sur la partition. Le 18 avril, il rencontre Verdi à son domicile. Contre toute attente, il se voit prier par ce dernier de jouer au piano le fameux Te Deum, et place, à un moment précis, un léger rallentendo. Verdi l'en félicite. « Maître, dit celui-ci, si vous saviez combien je me tourmentais… Pourquoi n'avez-vous pas indiqué ce rallentendo? » Verdi répondit : « Si je l'avais indiqué, les mauvais musiciens l'auraient exagéré ; mais si l'on est bon musicien, on le sent et le fait exactement comme vous, sans avoir besoin de le voir écrit. » Entre-temps, son ami Arrigo Boito est devenu vice-président du conseil d'administration de la Scala. À la fin du printemps 1898, avec l'appui moral de Verdi, Boito parvient à faire nommer Arturo Toscanini, à 31 ans, comme directeur musical du théâtre.

## La Scala

### Acte I
À la Scala, on craint Toscanini qui multiplie les auditions, harcèle de télégrammes et de lettres tout artiste qui accepte de se produire sur une autre scène pendant ses répétitions, fait demander aux dames du public de bien vouloir laisser leurs chapeaux au vestiaire afin d'offrir à tous une meilleure visibilité, exclut toute coupure dans une œuvre, comme c'était encore la mode, et fait savoir qu'il ne concédera aucun bis. Ce faisant, il s'attire bon nombre d'ennemis.
Aux côtés du directeur administratif Giulio Gatti-Casazza, Toscanini commence par proposer Les Maîtres Chanteurs de Nüremberg de Wagner dans sa version quasi intégrale. Les répétitions ont duré un mois, et le résultat, le 26 décembre, est une victoire : « J'ai rarement eu la chance d'entendre une masse d'instruments aussi unis et aussi accordés », note Annibale Ponchielli dans le journal Sera. Toscanini avait, entre autres, demandé que le rideau de scène soit changé, pour s'ouvrir latéralement et non plus verticalement, s'inscrivant ainsi dans la tradition de Bayreuth qu'il avait trouvé novatrice lors de son premier séjour en juillet 1899.

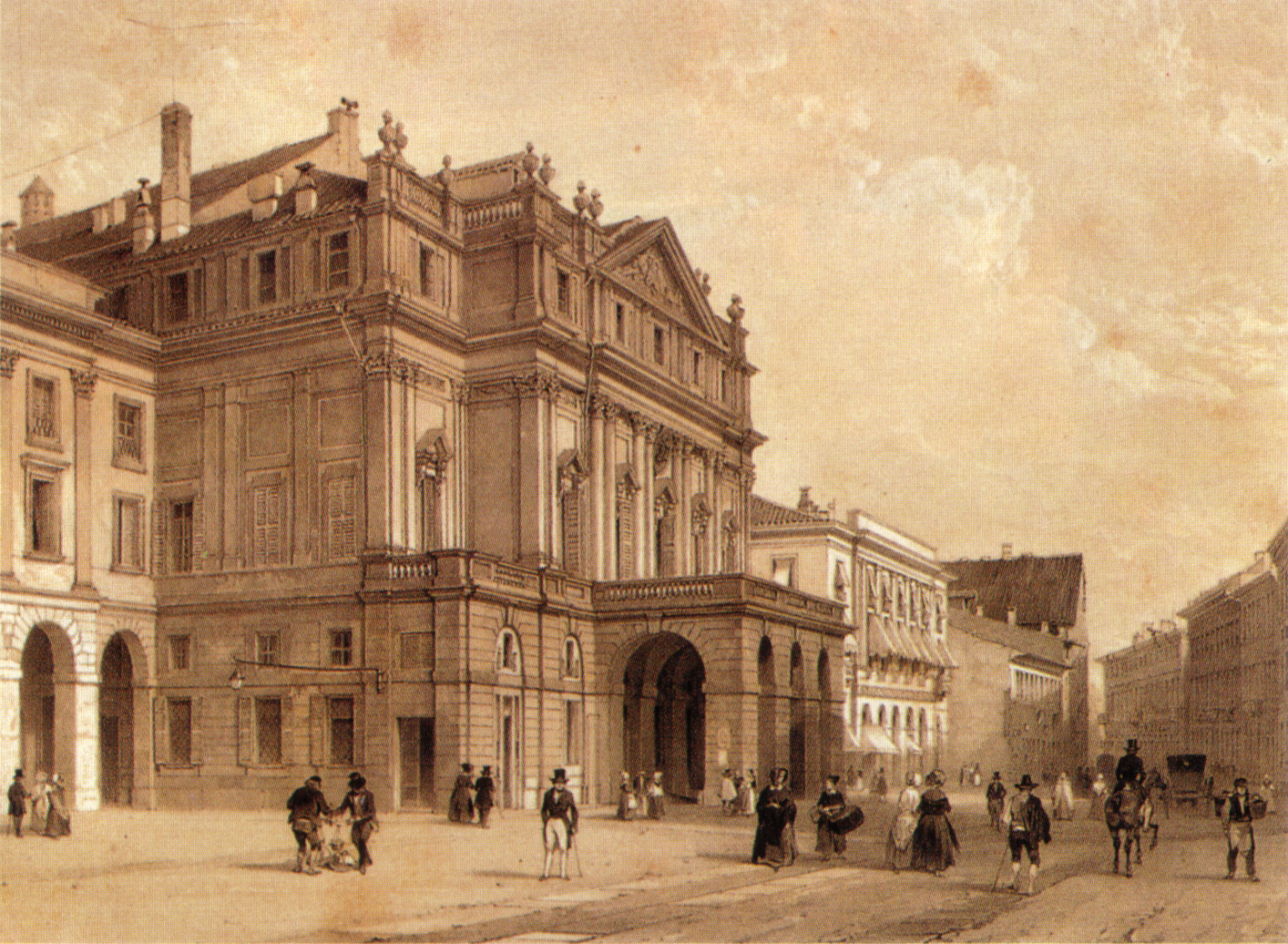
La Scala de Milan à la fin du XIX.

Il en va ainsi du Falstaff de 1899 auquel il insuffle une vigueur nouvelle, avec des tempos précipités et des attaques brusques. Si Arrigo Boito télégraphie immédiatement au compositeur un compte rendu enthousiaste, Giulio Ricordi, l'éditeur rencontré deux ans auparavant, n'est pas de cet avis : « Il est indéniable qu'éminemment rigide, écrit-il, l'interprétation de samedi dernier a largement annulé les effets que nous avions admirés lors d'une précédente production dans ce même théâtre […] Nous voyons là un danger grave pour l'art italien. » La polémique, en fait, ne naît pas de cette seule lecture d'une œuvre. Toscanini mène depuis longtemps un long combat pour que les chanteurs n'imposent plus les changements de tempos ou autres modifications les mettant en valeur. Intransigeant avec lui-même, ses exigences envers les autres sont perçues comme des caprices de dictateur. La reprise d'Otello en apportera la preuve : « Pendant les répétitions, une querelle éclata avec Tamagno, analogue à celle qui avait eu lieu avec Pini-Corsi (en) cinq ans plus tôt, écrit Alberto Segre. Dans un passage du dernier acte, Tamagno soutint qu'il chantait selon les directives de Verdi pour la création […] Toscanini rétorqua que, deuxième violoncelliste à l'époque, il se rappelait très bien les tempos du compositeur, dont la partition faisait d'ailleurs foi. » Rien n'y fait, aussi Tamagno et Toscanini se rendent-ils au domicile de Verdi qui félicite ce dernier pour sa mémoire. Malgré tout, le ténor ne peut s'empêcher d'exagérer, ce que les critiques, pour une fois, ne lui pardonnent pas. Enrico Carozzi écrit : « On m'a assuré hier soir qu'aux répétitions, le maestro Toscanini avait signalé au grand chanteur l'inutilité de pareil cabotinage. Pourquoi ne joue-t-il pas plus sobrement? » Et si la saison s'achève sur un Guillaume Tell de Rossini unanimement applaudi, le nouveau chef laisse perplexe. Son talent est étonnant, mais ses idées paraissent choquantes. C'est Carozzi qui met, de fait, les choses au clair en notant qu'« on dirait presque, à lire certaines critiques entre les lignes, qu'une cabale se prépare contre Toscanini, qui est lié pour trois ans à la Scala. » Pourtant, la seconde saison est moins mouvementée. Toscanini crée la première italienne de Siegfried et reprend Lohengrin, productions appréciées des wagnériens et délaissées par les autres. Il assure également la première italienne d'Eugène Onéguine de Tchaïkovski, qui laisse le public légèrement dérouté, et offre une série de concerts.

### Wagner révélé; Verdi décanté

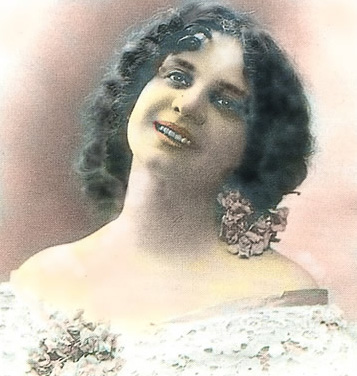
Rosina Storchio.

Tout en préparant sa troisième saison à la Scala, Toscanini accepte de créer, le 10 novembre 1900, l'opéra Zazà de Leoncavallo au Teatro Lirico de Milan. Au cours de cette production il rencontre la soprano Rosina Storchio, dont il tombe amoureux. Leur liaison va durer plusieurs années et leur collaboration artistique jusqu'en 1915. La cantatrice donne même naissance, en 1903 à un enfant, Giovannino, qui meurt paralysé à seize ans.
À cause d'un Tristan retardé, la troisième saison milanaise ne s'ouvre pas sur Wagner mais sur Puccini et La Bohème, qui marque les débuts dans ce théâtre d'Enrico Caruso et se solde par un échec, même si la critique rend hommage au chef d'orchestre. Attristé, Puccini envoie une lettre à Toscanini dès le lendemain de la première : « Ce soir je pars respirer un air meilleur, écrit-il. Hier soir, au début du dernier acte, je ne suis pas venu te saluer comme je l'aurais voulu. Pardonne-moi : j'étais trop triste… Je te recommande la deuxième représentation, et spécialement Carelli, son costume et son maquillage. Dis-lui d'essayer de rendre un peu mieux son personnage… et de ne pas ralentir tout le temps d'une façon si harassée Il ne me reste qu'à te remercier pour tout le mal que tu t'es donné pour mon opéra. » Le ténor Giuseppe Borgati étant rétabli, Toscanini peut enfin programmer Tristan et Yseult, amputé du traditionnel ballet que l'on donnait toujours après une œuvre aussi longue. Le 12 janvier 1901, Siegfried Wagner, le fils du compositeur, assiste à une représentation et sort stupéfié par la qualité de ce qu'il a vu et entendu. Sans hésiter, il en fait immédiatement part au Maestro. En 1899, à Bayreuth, Toscanini n'avait pas voulu rencontrer Cosima parce qu'elle avait l'air d'une reine. Après avoir entendu Siegfried lui vanter les mérites du chef italien, celle-ci lui écrit le 18 janvier : « Mon fils m'a rendu compte de la représentation de Tristan à laquelle il a assisté à Milan, dit-elle. Il m'en a dit tant de bien que je me fais un devoir de vous exprimer le contentement que j'éprouve à savoir une œuvre d'une aussi grande difficulté exécutée avec soin sur une scène étrangère. Elle poursuit : Mon fils a insisté sur le zèle minutieux que vous avez porté à l'étude de l'orchestre et sur l'excellent résultat obtenu par ce zèle, joint à votre capacité de maître de chapelle. »

De fait, le spectacle (avec de somptueux costumes signés Mariano Fortuny) aura des échos jusqu'en Amérique où l'on peut lire dans le New York Times du 10 février : « À la Scala, Toscanini a adopté un système d'éclairage qui permet de projeter toute la lumière à partir d'un seul côté de la scène, avec assez d'intensité cependant pour éviter les ombres trop marquées. Quand ce système a été inauguré […] pour Tristan et Yseult […] tous les directeurs allemands ont dépêché leurs représentants pour en observer le fonctionnement : c'est donc qu'il doit être parfaitement au point. Siegfried Wagner, qui était présent […] a dit à Toscanini que le spectacle surpassa même ceux de Munich et de Berlin. »

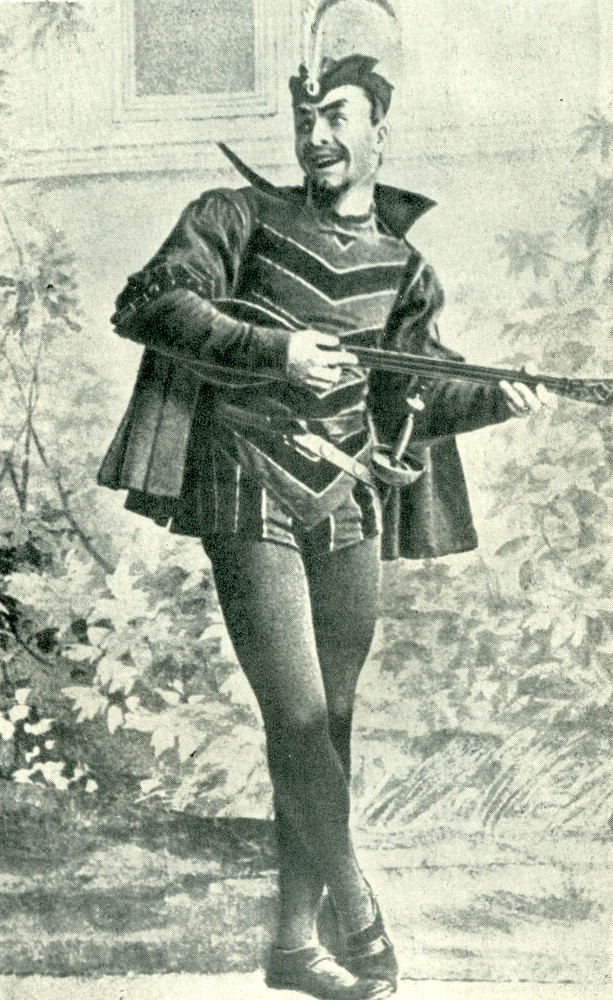
Fédor Chaliapine dans le rôle du Mephisto de Boito en 1901.

Le 27 janvier 1901, dans un hôtel de Milan où il avait décidé de passer une partie de l'hiver, Giuseppe Verdi succombe à une hémorragie cérébrale, à l'âge de quatre-vingt-sept ans. Ce décès que Toscanini redoutait, ayant rendu visite au compositeur en janvier et l'ayant trouvé très faible, frappe au cœur toute la nation italienne. La Scala fait relâche en signe de deuil et, le 1er février, Toscanini dirige un concert in memoriam. Entouré de dix solistes dont Caruso, Borgatti et Tamagno, il joue divers extraits de sept opéras de Verdi et, un mois plus tard, lors du transfert de sa dépouille vers l'oratoire de la casa di riposo per musicisti qu'il avait fondée, la foule est immense et, du haut d'une estrade dressée Piazza Duomo, Toscanini et huit-cent-vingt chanteurs interprètent le Va pensiero et le Miserere du Trouvère.

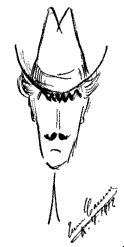
Caricature de Toscanini par Enrico Caruso.

La troisième saison milanaise se conclut par La Reine de Saba, de Karoly Goldmark, L'Elixir d'amour de Donizetti, qui marque le premier grand succès de Caruso ; Messalin d'Isidore de Lara et, surtout, la reprise du Mefistofele de Boito avec une jeune basse de vingt-huit ans qui fait là ses débuts à la Scala : Fédor Chaliapine. La rencontre entre ce dernier et le chef d'orchestre est un moment à la fois intense et compliqué : Le chef d'orchestre me regarda d'un air féroce, écrit Chaliapine dans son Autobiographie. « Peu loquace, avare de sourires, il corrigeait les chanteurs avec rudesse, sans en épargner aucun. […] Je me rappelle que, se tournant vers moi au milieu d'une répétition [au piano], il me demanda d'un ton acerbe si j'avais l'intention de chanter l'opéra de cette façon [c'est-à-dire en marquant ; en voix de sourdine]. Non, bien sûr que non, répondis-je embarrassé. — Eh bien, comme je n'ai pas eu l'honneur d'aller en Russie pour vous entendre, je ne connais pas votre voix. Veuillez donc avoir l'amabilité de chanter comme vous vous proposez de le faire à la représentation. — Il avait raison et je continuai à pleine voix. […] Quand j'eus terminé, Toscanini resta un moment silencieux, les mains posées sur le clavier, puis inclina légèrement la tête et prononça ce seul mot d'une voix très rauque — Bravo. » La conversation tourna ensuite sur la gestuelle, et Chaliapine attaque Toscanini : « Il m'observait, m'ordonnait de prendre telle ou telle position, de m'asseoir comme ci ou comme ça, de marcher ainsi et pas autrement, écrit encore le chanteur. Il me faisait croiser les jambes en tire-bouchon ou les bras comme Napoléon. En bref, c'était bel et bien la gestuelle des tragédiens de province qu'il m'enseignait ; or elle ne m'était déjà que trop familière. Quand je me hasardais à lui demander la raison de telle ou telle pose, il répliquait avec la plus parfaire assurance : — Perchè questa è una vera posta diabolica. » Avec beaucoup de patience, Chaliapine finit par expliquer au Maestro comment il conçoit le rôle, et ce dernier s'avoue convaincu. C'est avec un réel succès que le rideau milanais tombe sur le printemps 1901.
Toscanini a travaillé sans relâche pour un salaire dérisoire de douze mille lires par saison (cinq mois), aussi accepte-t-il avec enthousiasme les dix mille lires que Buenos-Aires lui offre pour un mois. Après avoir passé l'été dans l'hiver argentin, où il donne, entre autres, la Tosca, Aïda, Samson et Dalila, Rigoletto, L'Elixir d'Amour, Lohengrin, Tannhaüser et Medio Evo latino, une toute nouvelle œuvre d'Ettore Panizza (en), jeune musicien italo-argentin qui allait devenir l'un de ses plus dévoués collaborateurs, Toscanini rentre en Europe pour préparer la quatrième saison de la Scala.
Son contrat avec Gatti-Casazza ayant été renouvelé, le Maestro se remet au travail et programme La Walkyrie, Linda di Chamounix et Hansel et Gretel. Le premier anniversaire de la mort de Verdi lui donne l'occasion de diriger le Requiem qu'il aborde alors pour la première fois le 27 janvier 1902. Les critiques, unanimes, crient au miracle et le public est en extase. Concernant l'œuvre de ce compositeur, Toscanini a déjà fait comprendre son point de vue. En ayant privilégié hier Otello et Falstaff — opéras en marge du courant populaire de Verdi, car issus d'une maturité en rupture avec les opéras antérieurs — il avait lancé un message. Les œuvres plus traditionnelles, les Trouvère, Rigoletto ou Traviata, qu'il avait certes dirigées mais pas à la Scala, lui posaient problème. Depuis son enfance, Toscanini les avait entendues toujours de la même façon : excès de fioritures, cadences intercalées, transpositions aberrantes et fluctuations du tempo qui, outrepassant les bornes de l'inflexion et du rubato, les faisaient tomber dans la plus grossière distorsion possible. Certes, la plupart du temps, ces opéras sont donnés dans de petits théâtres sans moyens, mais Toscanini a toujours refusé que les exceptions deviennent la règle. Toutes les années passées à analyser la musique qu'il voulait servir ont fini par lui prouver qu'il convenait de s'adapter à la partition et non d'adapter celle-ci aux préférences ou possibilités de tout un chacun. C'est donc après mûre réflexion que Toscanini entend dépoussiérer l'œuvre de Verdi la plus galvaudée : Le Trouvère, programmé en ouverture de la nouvelle saison.

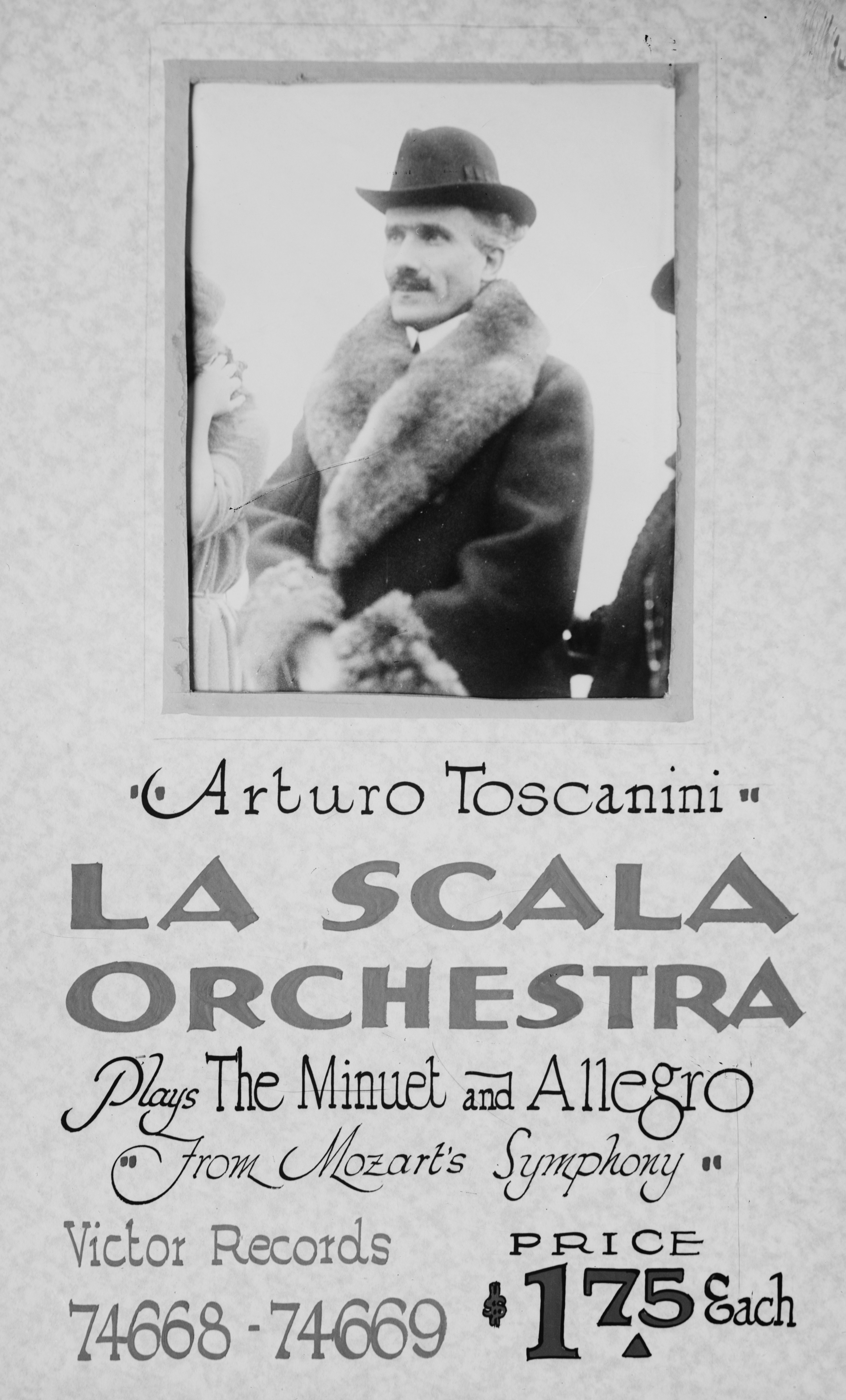
Affiche de La Scala.

Si Toscanini est désormais soutenu par la critique, Giulio Ricordi, lui, s'est peu à peu muré dans une attitude de méfiance. Dès qu'il apprend le projet, il fait savoir à la direction du théâtre que sa société va en interdire la programmation. C'est un coup de tonnerre, mais le chef d'orchestre tient bon, grâce notamment au soutien de Boito. Lors de la première, avec un public habitué à entendre l'éternel « Trouvère », que l'on accommode si bien à toutes les sauces, Toscanini sait qu'il joue gros. Trois heures plus tard, il a gagné. « Une fois le rideau tombé sur la dernière scène du dernier acte, j'ai vu un maestro Toscanini rayonnant, écrit Carlo d'Ormeville qui n'a jamais passé pour un fervent admirateur du chef d'orchestre. Quand on a le génie de réinventer un opéra dont les plus infâmes baraques, usurpant la qualité de théâtres, ont tant usé et abusé ; quand on a le talent de ressusciter […] cette première scène en lui donnant un ton et un coloris d'une stupéfiante nouveauté ; quand on arrive à mettre en relief le moindre détail, à animer chaque scène, à vivifier chaque élément ; quand on obtient de l'orchestre une cohésion aussi admirable et des chœurs d'un raffinement aussi exquis […] une conclusion s'impose : oui, la Fortune sourit aux audacieux. » Dans les mois qui suivent, il dirige la création de Germania, opéra très attendu du très vériste compositeur Alberto Franchetti ; Euryanthe de Weber avec Rosina Storchio dont la première est de nouveau une soirée houleuse et quatre soirées de concerts avec, entre autres, la Neuvième Symphonie de Beethoven, qu'il aborde pour la première fois en éliminant d'office la grosse caisse et les cymbales du passage Alla marcia du dernier mouvement…
Après un passage par Bayreuth (pour y voir Parsifal qu'il entend monter à Milan) et quelques jours de repos en famille sur le lac de Garde, il retourne à la Scala. Il dirige alors deux œuvres sans lendemain : Oceana, d'Antonio Smareglia en février 1903 et Asraë d'Alberto Franchetti puis enchaîne avec un Bal masqué rafraîchi et décanté comme Le Trouvère et, enfin, Parsifal dont le Prélude et le IIIe acte, donnés en version de concert (c'est-à-dire sans décors et devant le rideau) reçoivent un accueil quelque peu froid et poli.
Après la saison 1901-1902, Toscanini était finalement allé voir Gatti-Casazza pour obtenir une augmentation. Après quatre ans de loyaux et bons services durant lesquels, jamais il n'avait compté les heures passées à travailler et travailler encore, Toscanini ne gagnait pas plus de douze mille lires quand le salaire d'une cantatrice comme Emma Carelli était passé en un hiver de cette même somme à trente-six mille lires. Demandant vingt-mille, il avait obtenu une seule réponse : « Sûrement pas ». Malgré cela, Toscanini avait assuré la saison—avec, peut-être, une augmentation de six mille lires, le type même d'arrangement bâtard qu'il exécrait. Le 14 avril, un dernier Bal masqué doit terminer la saison. Ayant de nouveau accepté de passer l'été en Argentine et devant partir de Gênes le 15, le Maestro demande à être remplacé par l'un de ses deux assistants : Pietro Sormani ou Tullio Serafin et se heurte de nouveau à un refus. Par professionnalisme, Toscanini ouvre donc ce Bal qui, très vite, tourne court. Juste après l'air E'scherzo od è follia, le public réclame un bis, mais le ténor Zenatello préférant y couper, le chef fait signe de continuer : « Mal interprété, ce refus a provoqué une recrudescence de « bis » tandis que le reste des spectateurs réclamaient la poursuite du spectacle », note le critique du Corriere della Sera. « Les deux camps ont continué à s'égosiller ainsi pendant un bon moment. Finalement, la représentation a repris mais, l'acte terminé, un accessoiriste est venu avertir le public que le maestro Toscanini ayant été pris d'une hémorragie devait se faire remplacer ». Le tollé n'en est alors que plus fort mais le chef d'orchestre est déjà loin.
Lorsque sa femme lui ouvre la porte, Toscanini est encore en habit. « Quelque chose ne va pas ? interroge-t-elle. C'est déjà fini ? Oui, répond-il. Pour moi c'est terminé. » Après cinq années, le divorce entre La Scala et Toscanini est donc consommé.

### Interlude

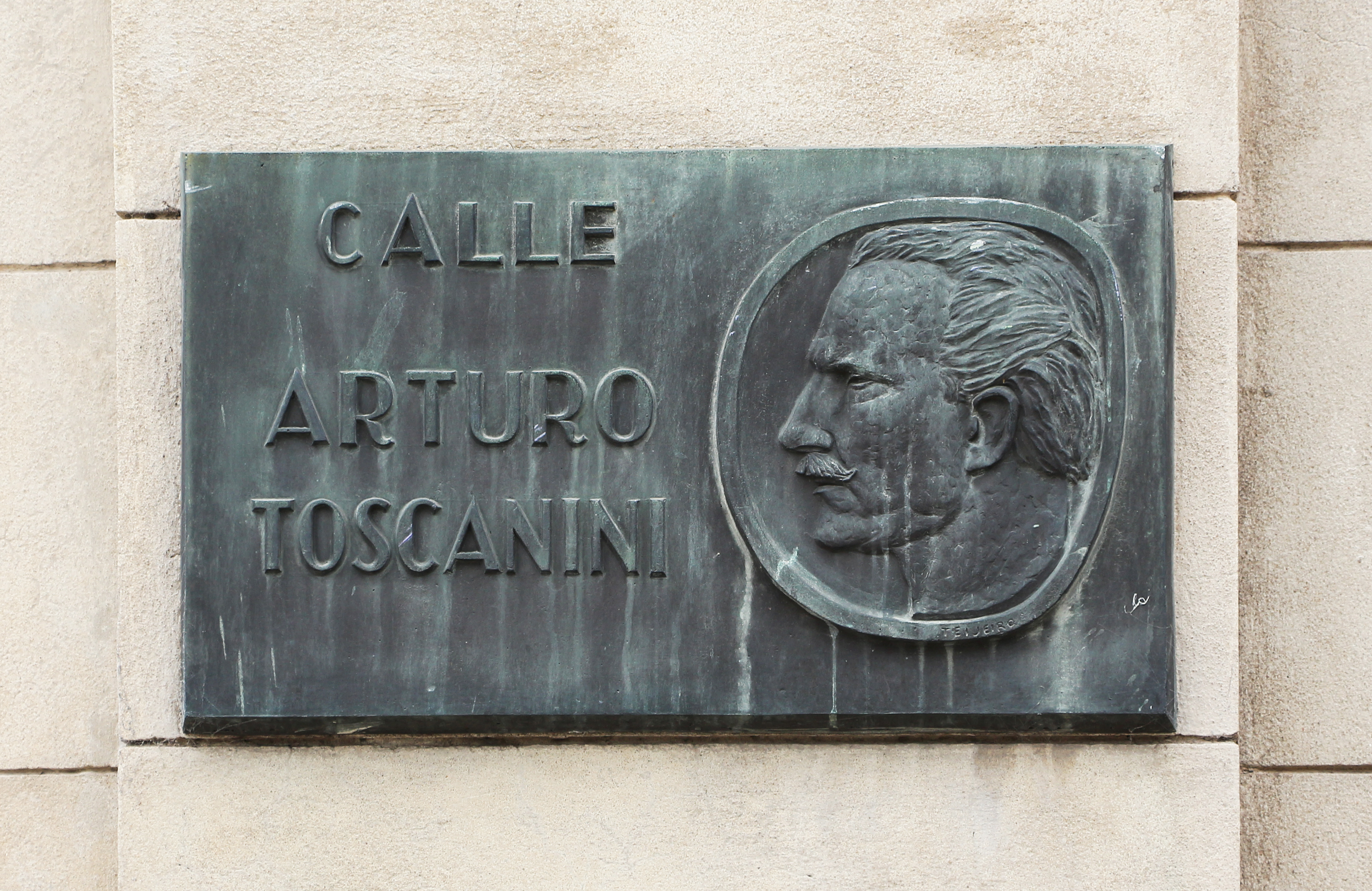
Rue Arturo Toscanini à Buenos Aires.

À Buenos Aires, Toscanini ouvre le 19 mai une saison qui comporte quinze opéras dont La Tosca, Aïda, La Traviata, Rigoletto, Adrienne Lecouvreur et Les Maîtres chanteurs. Il travaille avec les ténors Caruso et Zenatello, la soprano Haricléa Darclée et le baryton Giuseppe De Luca auquel il a confié le rôle de Beckmesser dans l'opéra de Wagner. « Je vais étudier Bekmesser (sic), bien contre mon gré car ce genre de rôle abîme la voix », écrit-il à son impresario, « mais pour faire plaisir à M. Toscanini, que ne ferait-on pas ? » Tout se passe bien et, de retour en Italie, il s'offre neuf mois de repos pendant lesquels il n'offre qu'une paire de concerts au Teatro Communale de Bologne, les 29 mars et 4 avril 1904. Il dirige entre autres trois morceaux qui deviendront des chevaux de bataille de ses programmes : Le Cygne de Tuonela de Sibelius, L'Apprenti sorcier de Paul Dukas et La Moldau de Smetana. La Scala ayant inscrit au programme Madame Butterfly avec Rosina Storchio dans le rôle-titre, Puccini demande à son ami ce qu'il pense de l'œuvre. Au piano, Toscanini joue quelques extraits et reste plus que dubitatif. « J'ai tout de suite pensé qu'une telle longueur était absurde, dira-t-il des années plus tard ; pour Wagner, d'accord ! Pour Puccini, non ! » Rancunier, il n'assiste pas à la première et, de fait, évite un scandale. Non seulement Madame Butterfly est un fiasco total, mais en plus, lorsqu'un malheureux courant d'air fit gonfler, sur scène, le kimono de la Storchio, quelqu'un s'écria dans la salle : « E'incinta ! Il bambino di Toscanini ! » Puccini se remet vite au travail, coupe l'opéra en trois et obtient, en mai, un vif succès à Brescia, sans la Storchio, partie avec Toscanini en Amérique du Sud ou sa Butterfly est accueillie avec chaleur. Pendant ce nouvel été chargé (de nouveau quinze spectacles) le Maestro dirige pour la première et seule fois Der Freischütz de Carl Maria von Weber.

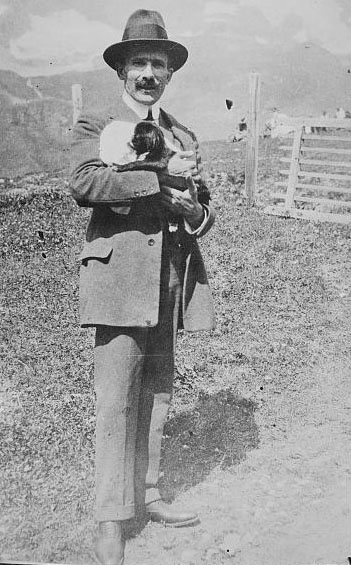
Toscanini en Argentine.

Durant l'hiver 1904-1905, Toscanini et sa famille s'installent à Rome et jouent les touristes jusqu'en Sicile. Dès février, il dirige une série de concerts à l'Académie Sainte Cécile puis à Bologne où trois nouvelles œuvres s'inscrivent à son répertoire : Mort et Transfiguration de Richard Strauss, les Variations Enigma d'Edward Elgar et le Prélude à l'après-midi d'un faune de Debussy, compositeur qui allait devenir particulièrement cher à son cœur. C'est à cette époque qu'il reçoit la partition de la Symphonie no 5 de Mahler. Dans une lettre à Enrico Polo, l'ami des premiers jours, il livre son sentiment sur ce premier contact avec l'œuvre du compositeur autrichien : « Je l'ai aussitôt déchiffrée, ou plutôt dévorée, écrit-il, malheureusement, à mesure de ce féroce repas musical, la joie et la curiosité s'évanouissaient pour se muer, finalement en une triste, bien triste hilarité. Non, cher Enrico, crois-moi, ce Mahler n'est pas un artiste sérieux »,. De fait, jamais Mahler ne figurera dans aucun de ses programmes. Il le trouve « sans originalité », voit en cette seule œuvre « un mélange de style italien genre Petrella ou Leoncavallo et de boursouflures musicales et instrumentales à la Tchaïkovski, avec des recherches d'excentricités straussiennes ». Toscanini ne comprend pas cette musique, cet « univers entier » que Mahler souhaitait inscrire dans chaque symphonie, puisant dans les romantiques, le folklore ou Wagner au point de faire presque éclater le concept même de l'œuvre symphonique. Mais qui, vraiment, a compris Mahler de son temps ?
Après une brève apparition à la Scala avec son orchestre de Turin, Toscanini passe l'été 1905 dans le val d'Aoste où il se livre aux joies de l'alpinisme, puis retourne à Bologne en automne pour diriger une Butterfly avec Solomiya Krushelnytska, un Siegfried avec Borgatti et la création mondiale de Cassandra de Vittorio Gnecchi (5 décembre). Il passe encore par le Regio de Turin, après huit ans d'absence pour diriger, entre autres, La Damnation de Faust, de Berlioz, compositeur qui l'avait intrigué très tôt, puis offre trois concerts : Nuages, un extrait des Nocturnes de Debussy, Don Juan de Richard Strauss, Dans les steppes d'Asie centrale d'Alexandre Borodine et Introduction et Allegro pour cordes d'Elgar. S'ensuit une petite tournée de dix jours, entre Venise, Parme, Bologne et Trieste. Le 28 mars 1906, Claudio Toscanini meurt à soixante-treize ans et est enterré avec sa chemise rouge…
L'été 1906 voit de nouveau les Toscanini à Buenos Aires avec une troupe impressionnante mais le 10 juin, le petit Giorgio contracte la diphtérie et en meurt, laissant un père accablé. Une rumeur circule même selon laquelle au moment où l'enfant s'éteignait, Toscanini était avec Rosina Storchio or, si le Maestro cumulait les qualités (sobriété, travail et autres), il ne pouvait résister aux femmes. Ses souvenirs d'enfance passée au sein d'une famille peu aimante avaient cependant renforcé en lui la nécessité de fonder un foyer et de ne jamais l'abandonner aussi, toute idée de divorce lui est-elle étrangère. Pour sa part, Carla vit ce décès encore plus âprement. Elle n'a que sa famille, alors qu'Arturo se noie dans un métier qui est sa vraie passion. Sans doute songea-t-elle à le quitter, surtout après l'affaire de la première de Madame Butterfly mais elle ne le fit pas. De son côté, Arturo partit diriger dès le lendemain de la mort de Giorgio. « Il avait un sens exaspéré du devoir, et la pudeur de ses sentiments », devait dire sa fille Wally.
Autre nouvelle, dévoilée par un article de la Gazzetta teatrale italiana (30 avril) : Toscanini va officiellement revenir à la Scala.

### Acte II
De nombreuses tractations ont lieu pour faire revenir Toscanini à Milan. Il finit par accepter, sous conditions, de prendre la tête de la saison 1906-1907. Toscanini a exigé la suppression définitive des bis, l'interdiction de la scène à toute personne étrangère au spectacle et la création d'une fosse d'orchestre. Cette dernière exigence, que Verdi lui-même avait réclamée dès 1871, paraît la plus importante, mais également la plus complexe à mettre en place. Toscanini, Boito et Puccini, réunis en commission, nomment un ingénieur milanais, Cesare Albertini, pour aller parcourir les salles lyriques d'Europe. De fait, il faut repenser ce lieu où siègent les musiciens. Surtout depuis que Toscanini s'est mis en tête de créer le dernier opéra de Strauss : Salomé, qui nécessite l'une des plus grosses orchestrations qui soient. Malheureusement, Boito et Ricordi, qui voit là une « lubie pour singer Bayreuth », vont contribuer à ralentir les travaux. Strauss lui-même ne va guère aider le Maestro. S'il était d'accord pour lui offrir, au moins, la première italienne au Régio de Turin pour la saison 1905-1906 — ce qui fut impossible car l'œuvre n'était pas terminée ; le compositeur rechigne désormais à donner son accord pour Milan. En fait, le sort italien de Salomé relève d'une querelle d'égos. L'opéra a été mondialement créé à Dresde, le 9 décembre 1905 sous la baguette d'Ernst von Schuch et Strauss entend bien, à présent, prendre le relai. Toscanini, pour sa part, estime que cette tâche lui revient. De différend en différend, aucun accord n'est trouvé et Strauss assure, effectivement, la première italienne de son opéra le 22 décembre 1905 à Turin alors que Toscanini ne le dirige à Milan que quatre jours plus tard. Dans une quasi-unanimité, les critiques louent les deux Salomé. Mais pour Toscanini, cet affrontement frontal a révélé une face encore cachée du compositeur : l'art de la traîtrise. Dès novembre, il avait effectivement prévenu Strauss que la complexité de Salomé obligerait une programmation plus tardive que prévu (d'autant qu'il devait assurer la préparation de Carmen) et s'est donc senti trahi par l'homme qui, en plus, n'avait pas daigné assister à la représentation milanaise. Malgré cet incident, Toscanini programma fréquemment plusieurs poèmes symphoniques de Strauss tout au long de sa carrière.
Après Carmen, et Salomé, Toscanini conduit La Joconde, Tristan, Aïda, La Wally, l'Orphée de Glück ainsi que Cavalleria rusticana et, en première mondiale, Gloria, de Francesco Cilea qui récolte un accueil d'autant plus froid que la salle est à moitié vide le soir de la première représentation. Même avec Toscanini, Cilea ne pouvait rivaliser avec la célèbre Duse qui jouait le même soir au Téatro Lirico…
C'est avec Le Crépuscule des Dieux, en ouverture de la saison 1907-1908, que la nouvelle fosse d'orchestre est enfin inaugurée. S'ensuivent Tosca, Louise de Gustave Charpentier et La Force du destin, qui ne dépasse pas une représentation. Juste après ce fiasco, Toscanini présente l'un des projets qui lui tiennent le plus à cœur : la première italienne de Pelléas et Mélisande. C'est alors qu'il était à Bologne pour Les Maîtres chanteurs, que le chef d'orchestre en avait reçu la partition qui l'avait séduit immédiatement : « J'ai été frappé par la sobriété de ces pages où tout est essentiel » dira-t-il plus tard. Dans une lettre à un ami, Toscanini s'explique : « Je connaissais à peine le nom [de ce] compositeur qui a depuis gagné toute ma sympathie : le Français Claude Debussy avec son Pelléas et Mélisande… Son art bouleverse tout ce qui a été fait jusqu'à présent. Il n'a pas la technique de Strauss, mais il a plus de génie, d'élégance et, incontestablement, de hardiesse. À première vue, on reste désorienté ; mais dès que l'on se familiarise un peu avec son langage - et avec celui de son inspirateur Maurice Maeterlinck - on devient fasciné. Pour ce qui est du théâtre, des personnages de Maeterlinck, je réitère mon opinion que la musique de Debussy est d'un art accompli. » Mais il ajoute aussi : « Pourtant le public actuel, dans tous les pays, est encore insuffisamment mûr pour l'accepter, du moins pour la percevoir ». De fait, le soir de la première (à l'Opéra Comique) au Théâtre national de l'Opéra-Comique, le 30 avril 1902, l'accueil du public est plus qu'hostile. Barricadé dans le bureau du directeur, Debussy refuse toute visite et le chef d'orchestre André Messager s'effondre en larmes. Vincent d'Indy écrira : « Cette musique ne vivra pas car elle n'a pas de formes ».
Toscanini pense le contraire. Au moment de préparer sa saison, il a déjà choisi : il dirigera Pelléas à la place de Francesca da Rimini de Luigi Mancinelli. Comme interprètes, il a choisi Fiorello Giraud (Pelléas), Cesira Ferrani (Mélisande) et Pasquale Amato (Golaud) auxquels, dira Gatti-Casazza, il a insufflé tout son être. Durant les répétitions, il soigne tous les détails, exigeant des musiciens qu'ils enveloppent leurs chaussures dans du tissu afin de ne produire aucun son parasite. Invité, Debussy doit décliner, mais écrit à Toscanini : « Je remets le destin de Pelléas entre vos mains, sûr que je suis de ne pouvoir souhaiter personne de plus loyal ni de plus compétent. Voilà pourquoi j'aurais aimé travailler dessus avec vous ; c'est une joie que l'on ne rencontre pas souvent sur les sentiers de notre art. » Le 2 avril 1908, D'Ormeville, qui a assisté la veille à la répétition générale, publie un compte-rendu des plus enthousiastes où il salue l'audace du chef d'orchestre. Si la première représentation est quelque peu troublée par des spectateurs protestant contre une musique dénuée de mélodies et de sensations, Toscanini finit par gagner la partie. C'est une ovation qui l'accueille à la fin du dernier tableau. Et le chef d'orchestre d'applaudir le public à son tour…
Malgré ce succès, Toscanini ne se sent plus guère à l'aise à Milan et l'a fait savoir à Gatti-Gasazza. Aussi, après de nombreuses tractations, tous deux finissent par accepter la proposition du Metropolitan Opera de New York : Gatti-Casazza devient directeur général du célèbre théâtre et Toscanini prend le poste de chef d'orchestre titulaire aux côtés de Gustav Mahler. L'engagement officiel stipule, entre autres, que le Maestro recevrait 25 000 lires par mois ; qu'il aurait droit à tous ses voyages aller et retour payés, par bateau ou par le train, en 1re classe pour lui et les membres de sa famille ; que lorsqu'il voyagerait pour préparer des représentations […] tous ses frais seraient remboursés et qu'il s'entendrait avec le directeur […] pour le choix du répertoire. Autant dire presque les pleins pouvoirs. La nouvelle fait l'effet d'une bombe mais Toscanini se fait sourd à toute attaque : dollaromanie ou anti-patriotisme. En automne 1908, il embarque pour l'Amérique.

## Le Metropolitan
À New York, cette nomination ne fait pas que des heureux. Si la presse se réjouit de voir arriver un artiste aux méthodes vigoureuses et radicales, d'autres sont inquiets. Pour les Allemands qui régnaient sur le Met depuis un quart de siècle, l'arrivée de deux Italiens risque de troubler cette harmonie. Pour sa part, Gustav Mahler reste serein. Voici déjà une saison qu'il dirige ici, et il ne voit aucun danger à l'arrivée du Maestro. En fait, Mahler pense que le répertoire sera scindé en deux : Toscanini assurerait les œuvres italiennes et lui, l'opéra allemand. Il va vite déchanter. À peine installé, Toscanini fait savoir qu'il veut diriger Tristan lors de sa première saison… « Si j'ai laissé ces derniers temps le nouveau chef d'orchestre s'organiser à sa guise, écrit Mahler à la direction du Metropolitan, je me suis néanmoins explicitement réservé Tristan. J'y ai consacré un soin tout spécial l'an dernier et puis donc dire que la forme sous laquelle l'œuvre est présentée actuellement à New York est ma propriété spirituelle ». Certains ont voulu voir dans cet épisode un lynchage à relents antisémites du compositeur, alors que Toscanini accepte immédiatement de ne diriger Tristan qu'après Mahler, et non pas de façon « affligeante », comme l'écrit Alma, mais « d'une façon complètement différente de la nôtre, mais magnifique en son genre », ainsi que Bruno Walter le fait savoir.
De fait, Toscanini ouvre sa première saison new-yorkaise avec Le Crépuscule des Dieux et enchaine avec Aïda (qui marque les débuts, dans ce théâtre, de la soprano dramatique Emmy Destinn) ; Butterfly, avec Geraldine Farrar, Falstaff et, en première aux États-Unis, La Wally, qui marque son dernier hommage à l'ami disparu. Plus jamais, effectivement, Toscanini ne devait diriger une œuvre de Catalani. S'il est satisfait de la qualité des chanteurs, il maintient son principe de toujours prendre en dernier toutes les décisions artistiques et bataille ferme avec certains solistes afin qu'ils dépassent leur statut de chanteurs pour devenir aussi acteurs. Dans sa biographie sur la grande contralto Louise Homer, sa fille écrit que la discipline de Toscanini exigeait des interprètes « une concentration épuisante, une tension, des séances de répétitions parfois violentes, éreintantes, sans répit […] dont ils émergeaient pour la plupart étonnés, fortifiés, inspirés, voyant leur rôle sous un jour neuf ». C'est d'ailleurs avec elle que le Maestro, lors de sa deuxième saison, présente sa version d'Orphée de Gluck dans des décors venus de Paris. Fin mars 1910, il triomphe avec Les Maîtres chanteurs, que le public américain attend depuis longtemps : « Nous avons été surpris et déçus que le Metropolitan ait attendu les derniers jours de la saison pour présenter cette comédie de Wagner », écrit Richard Aldrich dans le New York Times. « L'attente, précise-t-il, en valait la peine… New York avait vu des Maîtres chanteurs mémorables à bien des égards […], mais ceux d'hier resteront parmi les plus remarquables ». Pour Toscanini aussi, cette production est une réussite.
Après cette saison, Toscanini et Gatti-Gasazza partent avec la troupe pour le Théâtre du Châtelet de Paris où sont présentées, du 19 mai au 25 juin dix-huit représentations d'opéras italiens avec l'orchestre des Concerts Colonne. Parmi ces œuvres, Manon Lescaut de Puccini crée la stupeur : datant déjà de dix-sept ans, l'opéra n'avait jamais été présenté dans la capitale française, qui lui préférait, par excès de fierté nationale, la Manon de Massenet. Le succès est sans précédent : « Triomphe total. Exécution unique, écrit Puccini, je crois n'avoir jamais eu d'ensemble aussi fondu et parfait. ».
Le mandat de Toscanini au Metropolitan Opera à New York s'est terminé après 1915. De 1921 à 1929, il a joué à nouveau comme directeur musical à La Scala à Milan, en Italie. Au cours de cette période, il a collaboré avec Alfredo Antonini, un jeune pianiste et organiste de l'Orchestre de La Scala.
De 1928 à 1936, Toscanini a été directeur de musique du New York Philharmonic à New York City. De 1937 à 1954, Toscanini a également joué comme directeur musical du NBC Symphony Orchestra à New York. Ses performances ont été diffusées en direct sur le réseau radio NBC. Au cours de cette période, il a enregistré de nombreux albums pour RCA Victor,.
À l'âge de 87 ans, lors d'un concert, il a un long trou de mémoire. Même s'il peut finalement terminer, il quitte alors la salle pour ne plus reprendre la baguette.

### Citations
- « Je brûle ou je gèle : la tiédeur je ne sais pas ce que c'est » (après son refus de diriger à Bayreuth) ;
- « Vous, vous, c'est vous que je regarde. Honte à vous ! Utilisez votre archet… Vergogna ! » ;
- « Vous savez, parfois, je suis stupide, non ? Stupido ! Un ignorante ! » « Tout comme vous, non ? » ;
- « Une bien méchante voix » (en parlant de Maria Callas, qu'il admirait pourtant) ;
- « Vous ne comprenez rien à votre musique. C'était le seul moyen de la faire passer. » (à Ravel, après avoir dirigé le Boléro deux fois trop vite) ;
- « Les seules étoiles sont dans le ciel » à une cantatrice qui voulait lui donner des ordres car elle était une star ;
- « Messieurs, soyez démocrates dans la vie et aristocrates en art » aux musiciens de l'orchestre après avoir refusé de jouer l'hymne fasciste italien Giovinezza.

## Toscanini en images d'archives
- Toscanini dirigeant le premier mouvement de la Symphonie no 5 de Beethoven avec le NBC Symphony Orchestra. Carnegie Hall, le 22 mars 1952. Sur YouTube
- Toscanini dirigeant l'ouverture de La Forza del destino de Verdi avec le NBC Symphony Orchestra. 1944. Avec des commentaires de son fils Walter.
- Toscanini, âgé de 79 ans pendant une répétition de La Traviata de Verdi avec le NBC Symphony Orchestra.
- YouTube - Verdi Requiem - Toscanini: Dies iræ (part1) YouTube - Verdi Requiem - Toscanini: Dies iræ (part2) YouTube - Verdi Requiem - Toscanini: Dies iræ (part3) Toscanini dirigeant le Dies iræ du Requiem de Verdi (en quatre séquences). NBC Symphony Orchestra. Solistes: Zinka Milanov, Nicola Moscona, Live depuis le Queen's Hall de New York, 1938.
- L'une des célèbres colères de Toscanini lors d'une répétition (Strauss). NBC Symphony Orchestra.
- Toscanini dirigeant La Chevauchée des Walkyries (extrait de La Walkyrie) de Wagner avec le NBC Symphony Orchestra, 1944.
- YouTube - Arturo Toscanini Ouverture de Tannhäuser Toscanini dirigeant l'ouverture de Tannhäuser de Wagner, avec le NBC Symphony Orchestra, 1958 (en deux séquences).
- 1946 : concert pour la réouverture de la Scala (extrait de Nabucco de Verdi), NBC Symphony Orchestra.
- Divers et Funérailles d'Arturo Toscanini, janvier 1957.

### Un autocrate, un démocrate
Toscanini est considéré par ses contemporains, confrères musiciens ainsi que le public, comme l'un des plus grands chefs d'orchestre de son époque. Alors que toute sa vie publique il démontrera ses qualités de démocrate (il quitte l'Italie pour protester contre la politique de Mussolini ; il quitte Bayreuth puis Salzbourg pour protester contre les discriminations raciales des nazis), en face de ses musiciens il manifeste son autocratie et son caractère colérique. Il avait été très lié à Gabriele d'Annunzio au point d'aller diriger à Fiume (Rijeka) en 1920.
Avec le despotisme et l'intransigeant perfectionnisme qu'il imposait aux musiciens de ses orchestres, ses interprétations sont reconnues comme d'une lumineuse intensité ; sa phénoménale « oreille » pour les détails et les sonorités orchestrales, sa mémoire visuelle lui permettaient de corriger des parties d'orchestres laissées pour compte pendant des décennies par ses collègues.
À titre anecdotique, Sergiu Celibidache a dit de lui qu'il était « un idiot qui a régné pendant soixante ans ».

## Discographie
La plus grande partie de ses concerts, enregistrés dans le fameux studio 8H de la NBC, ont été reportés sur support phonographique et sont réédités. Ses enregistrements de Ludwig van Beethoven, Richard Wagner, Johannes Brahms, Giuseppe Verdi, Giacomo Puccini sont célèbres. Il a également défendu avec constance nombre d'œuvres de ses contemporains, notamment celles de Giuseppe Martucci.
- Beethoven, 3e symphonie (1953 ou 1939 avec l'Orchestre symphonique de la NBC) ;
- Beethoven, 7e symphonie (1936, Orchestre philharmonique de New York) ;
- Beethoven, Symphonies (intégrale, Orchestre symphonique de la NBC) ;
- Berlioz, Roméo et Juliette (1947, Orchestre symphonique de la NBC) ;
- Brahms, 1re symphonie (1951, Orchestre symphonique de la NBC) ;
- Brahms, 2e symphonie (1952, Orchestre symphonique de la NBC) ;
- Brahms, 3e symphonie (1952, Orchestre symphonique de la NBC) ;
- Brahms, 4e symphonie (1952, Orchestre symphonique de la NBC) ;
- Debussy, La mer (1950, Orchestre symphonique de la NBC) ;
- Dvořák 9e symphonie (1953, Orchestre symphonique de la NBC) ;
- Haydn, Les Saisons (1951, Orchestre symphonique de la NBC) ;
- Mozart, La Flûte enchantée (1937, représentation du festival de Salzbourg) ;
- Mozart, Requiem en ré mineur, K. 626 (1950, Orchestre symphonique de la NBC) ;
- Puccini, La Bohème (1946, Orchestre symphonique de la NBC) ;
- Rossini, Ouvertures d'opéras (Orchestre symphonique de la NBC) ;
- Schubert, 9e symphonie (1953, Orchestre symphonique de la NBC ou 1941 avec l'Orchestre de Philadelphie) ;
- Schuman, Manfred (Orchestre symphonique de la NBC) ;
- Verdi, Messe de requiem (1940, Orchestre symphonique de la NBC ou enregistrement de 1951) ;
- Verdi, Falstaff (1937, enregistrement de la représentation du festival de Salzbourg ou 1950, Orchestre symphonique de la NBC) ;
- Verdi, Otello (1947, Orchestre symphonique de la NBC) ;
- Wagner Les Maîtres Chanteurs de Nuremberg  (1937, au festival de Salzbourg).